# NGC 4557
NGC 4557 is een groep van drie sterren in het sterrenbeeld Hoofdhaar. Het hemelobject werd op 22 april 1886 ontdekt door de Franse astronoom Guillaume Bigourdan.